# Religioni afroamericane
Le religioni afroamericane sono un gruppo di culti che si svilupparono in conseguenza della deportazione degli schiavi dall'Africa in America Meridionale e nelle isole caraibiche; questi culti hanno successivamente preso piede anche nelle zone meridionali degli USA.
Queste religioni sono generalmente basate sul concetto africano di divinità, a volte combinato con tradizioni cattoliche come il culto dei santi e dèi tradizionali americani.

## Religioni afro-americane suddivise per stati
- Brasile
  - Candomblé
  - Batuque
  - Umbanda
  - Quimbanda
  - Macumba
- Cuba e Repubblica Dominicana
  - Santeria
  - Ararà
- Cuba, Porto Rico e Repubblica dominicana
  - Palo Mayombe
- Haiti e Repubblica dominicana
  - Vodun o Voodoo
- Giamaica e Repubblica dominicana
  - Rastafarianesimo
- Trinidad e Tobago
  - Obeah
  - Orisha
- Uruguay
  - Umbanda
- USA
  - Vodun
  - Hoodoo

| Controllo di autorità | Thesaurus BNCF 57741 · GND (DE) 4000709-1 |